# شهرستان لیبرتس
ناحیهٔ لیبرتس (به چکی: Liberec District) یک ناحیه در جمهوری چک است که در منطقه لیبرتس واقع شده‌است. ناحیهٔ لیبرتس ۹۸۸٫۸۷ کیلومتر مربع مساحت و ۱۶۳٬۴۵۶ نفر جمعیت دارد.